# Lize Duyvis
Lize Duyvis (12 de dezembro de 1889 - 5 de agosto de 1964) foi uma pintora holandesa.

## Biografia
Duyvis nasceu a 12 de dezembro de 1889 em Utrecht. Estudou com Coba Ritsema, Willem Elisa Roelofs, Jr. e Jan Adam Zandleven. Em 1915 casou-se com H. C. Hooft Hasselaar. Duyvis era membro e expôs com o Kunstenaarsvereniging Sint Lucas. O seu trabalho foi incluído na exposição e venda Onze Kunst van Heden (A Nossa Arte de Hoje) em 1939 no Rijksmuseum em Amesterdão.
Duyvis faleceu a 5 de agosto de 1964, em Apeldoorn.